# Wolfgang Paul (Fußballspieler)
Wolfgang Paul (* 25. Januar 1940 in Olsberg) ist ein ehemaliger deutscher Fußballspieler.

## Leben
Wolfgang Paul ist gelernter Uhrmachermeister und Goldschmied.

## Karriere
Wolfgang Paul lernte das Fußballspielen beim TuS Bigge 06. Als 17-Jähriger schloss sich Paul dem VfL Schwerte an, bis ihn der damalige Trainer Max Merkel zu Borussia Dortmund lockte. Paul absolvierte damals seinen Wehrdienst und spielte in der Westfalenauswahl. Der 1,86 m große Halbstürmer wurde beim BVB zum erfolgreichen Abwehrchef umfunktioniert. Seinen größten Auftritt hatte Paul in der Endphase des Europapokals der Pokalsieger 1965/66. Im Halbfinale gegen West Ham United sowie im Finale gegen den FC Liverpool rettete er dem BVB die 2:1-Führung über die Zeit.
Als Vorstopper und Abwehrorganisator spielte er von 1961 bis 1970 für Borussia Dortmund. Er spielte 148-mal (sechs Tore) in der Fußball-Bundesliga und wurde mit der Borussia 1963 Deutscher Meister und 1965 DFB-Pokalsieger und 1966 Europapokalsieger der Pokalsieger. Von 1965 bis 1968 war Paul Kapitän der Mannschaft. Im Jahre 1966 wurde er zusammen mit der Mannschaft des BVB mit dem Silbernen Lorbeerblatt ausgezeichnet.
Im April 1966 wurde Paul erstmals von Bundestrainer Helmut Schön zur Nationalmannschaft eingeladen und absolvierte sein Debüt in Bremen beim 1:0 gegen eine Budapester Stadtauswahl. 1966 nahm er mit der DFB-Auswahl an der Fußball-Weltmeisterschaft in England teil und wurde Vizeweltmeister, ohne je ein Spiel bestritten zu haben.
Pauls Fußballspiel galt als hart, dennoch kassierte er beim BVB nie einen Platzverweis. 1968 zog sich Paul eine schwere Meniskusverletzung zu, von der sich nie mehr richtig erholte.

## Nach der Profikarriere
Nach seinem Karriereende als Spieler wirkte er als Trainer beim örtlichen Fußballclub in seiner Heimat Bigge-Olsberg und beim SC Willingen.
Er ist Vorsitzender des Ältestenrats von Borussia Dortmund. Von 1971 bis 2019 betrieb Paul in Bigge ein Uhrengeschäft.